# Linda Savļaka
Linda Savļaka (* 1. Januar 1984 in Gulbene) ist eine frühere lettische Biathletin.
Linda Savļaka lebt in Gulbene und trainiert in Riga. Die Sportsoldatin studierte und trat für den ASK Rīga an, wo sie von Māris Čakars trainiert wurde. 1991 begann sie mit dem Biathlonsport und gehörte seit 2002 dem lettischen Nationalkader an. Ihre ersten internationalen Rennen bestritt sie in Chanty-Mansijsk im Rahmen der Junioren-Wettbewerbe der Sommerbiathlon-Weltmeisterschaften 2000 und belegte die Plätze fünf im Sprint sowie sieben im Verfolgungsrennen. Mit Madara Līduma und Inese Balode verpasste sie als Viertplatzierte des Staffelrennens knapp eine Medaille. Nächstes Großereignis wurden die Juniorenrennen bei den Biathlon-Europameisterschaften 2001 in der Haute-Maurienne. Savļaka wurde 25. im Einzel, 35. im Sprint und 31. der Verfolgung. In Ridnaun folgte 2002 erstmals die Teilnahme an den Junioren-Weltmeisterschaften, bei denen die Lettin auf die Plätze elf im Einzel, 18 im Sprint und 32 in der Verfolgung kam. Kurz darauf nahm sie auch an den Juniorenrennen bei den Biathlon-Europameisterschaften 2002 in Kontiolahti teil und wurde dort 23. im Einzel und 33. im Sprint. Zum Auftakt der Saison 2002/03 gewann sie mit einem Einzel in Ål ein Junioren-Europacuprennen und schlug dabei die gesamte skandinavische Elite dieser Zeit, darunter die spätere Gesamt-Weltcupsiegerin Helena Jonsson. In Kościelisko trat Savļaka 2003 erneut bei den Junioren-Weltmeisterschaften an und erreichte als Resultate die Plätze 52 im Einzel, neun im Sprint und 18 in der Verfolgung. Die Biathlon-Europameisterschaften 2003 der Junioren in Forni Avoltri brachten mit Platz sieben im Einzel und 26 im Sprint erneut gute Ergebnisse. An selber Stelle nahm sie auch bei den Juniorenwettkämpfen der Sommerbiathlon-Weltmeisterschaften 2003 teil. Im Sprint erreichte sie den 18. Platz, das Verfolgungsrennen beendete die Lettin nicht. Auch 2004 nahm sie nochmals an Junioren-Weltmeisterschaften in der Haute-Maurienne teil, bei denen sie auf die Plätze 50 im Einzel, 40 im Sprint und 22 in der Verfolgung lief. Letzte internationale Meisterschaft bei den Juniorinnen wurden für Savļaka die Sommerbiathlon-Weltmeisterschaften 2004 in Osrblie. Im Sprint wurde sie 15. verbesserte sich im Verfolgungsrennen bis auf den neunten Platz und wurde im abschließenden Massenstartrennen 22.
In Ruhpolding gab Savļaka 2001 ihr Debüt im Biathlon-Weltcup und wurde in ihrem ersten Sprint 97. 2004 belegte sie mit einem 57. Platz bei einem Einzel in Antholz ihr bestes Resultat in der höchsten Rennserie des internationalen Biathlons. Wenig später kam sie in Oberhof bei den Biathlon-Weltmeisterschaften 2004 erstmals bei einer internationalen Meisterschaft im Leistungsbereich zum Einsatz und wurde im Einzel 61. Es folgte die Teilnahme an den Militär-Skiweltmeisterschaften 2004 in Östersund, wo Savļaka im Sprint 35. wurde und mit Balode, Gerda Krūmiņa und Līduma im Rennen der Militärpatrouille auf den zehnten Rang kam. In Hochfilzen nahm sie 2005 zum zweiten Mal an einer Weltmeisterschaft teil und kam im Einzel sowie im Sprint zum Einsatz, bei denen sie die Ränge 67 und 75 erreichte. Die Biathlon-Mixed-Relay-Weltmeisterschaft 2006 in Chanty-Mansijsk beendete sie an der Seite von Līduma, Jānis Bērziņš und Raivis Zīmelis auf dem 21. Platz. Höhepunkt in Savļakas Karriere wurde die Teilnahme an den Olympischen Winterspielen 2006 von Turin. Bei den Wettbewerben in Cesana San Sicario wurde die Lettin 63. des Einzels, 72. des Sprints und mit Līduma, Andžela Brice und Krūmiņa 18. und Letzte im Staffelrennen. Kurz nach den Spielen startete sie noch bei den Biathlon-Europameisterschaften 2006 in Langdorf und erreichte die Plätze 57 im Einzel und mit ihren Mannschaftskolleginnen der Olympiastaffel Platz 14 im Staffelrennen. Nach der Saison beendete sie ihre internationale Karriere.

## Biathlon-Weltcup-Platzierungen
Die Tabelle zeigt alle Platzierungen (je nach Austragungsjahr einschließlich Olympische Spiele und Weltmeisterschaften).
- 1.–3. Platz: Anzahl der Podiumsplatzierungen
- Top 10: Anzahl der Platzierungen unter den ersten zehn (einschließlich Podium)
- Punkteränge: Anzahl der Platzierungen innerhalb der Punkteränge (einschließlich Podium und Top 10)
- Starts: Anzahl gelaufener Rennen in der jeweiligen Disziplin
- Staffel: inklusive Mixed- und Single-Mixed-Staffeln

| Platzierung         | Einzel | Sprint | Verfolgung | Massenstart | Staffel | Gesamt |
| ------------------- | ------ | ------ | ---------- | ----------- | ------- | ------ |
| 1. Platz            |        |        |            |             |         |        |
| 2. Platz            |        |        |            |             |         |        |
| 3. Platz            |        |        |            |             |         |        |
| Top 10              |        |        |            |             |         |        |
| Punkteränge         |        |        |            |             | 5       | 5      |
| Starts              | 11     | 29     | 1          |             | 6       | 47     |
| Stand: Karriereende |        |        |            |             |         |        |